# Thecla cockaynei
Thecla cockaynei är en fjärilsart som beskrevs av Goodson 1945. Thecla cockaynei ingår i släktet Thecla och familjen juvelvingar. Inga underarter finns listade i Catalogue of Life.